# Circonscription de Jimma ville
La circonscription de Jimma ville est une des 177 circonscriptions législatives de l'État fédéré Oromia, elle se situe dans la Zone Jimma. Son représentant actuel est Ahmed Abagisa Abaurgesa.